# Eugenio Prieto Álvarez
Eugenio Prieto Álvarez (Oviedo, Asturias, 23 de junio de 1947) es un empresario y político español.

## Biografía
De joven fue boxeador amateur, conocido en el mundillo pugilístico como "El Tarrón". Fue elegido presidente del Real Oviedo en 1988, una vez logrado el ascenso del equipo a Primera División, por su antecesor José Manuel Bango Fuente, que tuvo que abandonar la presidencia del Oviedo debido a una dolencia cardíaca. Por entonces, el equipo estaba en Primera División, con una irrisoria deuda de un millón y medio de euros. Desde entonces gestionó el club hasta 2002, año en el cual dejó al club en una precaria situación económica, con más de 40 millones de euros de deuda, y descendido a Segunda División. Actualmente es un accionista minoritario de la entidad. Su actividad profesional está vinculada al mundo industrial, en el sector de las artes gráficas, siendo propietario de Eujoa. Está casado con la exmujer del periodista y funcionario local, Juan Vega.
Es militante activo de la Agrupación Municipal Socialista de Oviedo-PSOE. En 2002, tras abandonar al Real Oviedo, disputó al socialista Leopoldo Tolivar Alas la candidatura del PSOE para optar a la alcaldía de Oviedo, pugna en la que salió derrotado.
- Datos: Q5850566